# Farmácia do Instituto Central do Hospital das Clínicas
A Divisão de Farmácia do Instituto Central do Hospital das Clínicas da Faculdade de Medicina da USP abrange o serviço de farmácia deste instituto. É a maior farmácia hospitalar da América Latina.
Esta divisão do Instituto Central recebeu o Prêmio Gestão SP - Inovação Pública do Estado de São Paulo, pelo trabalho: Eficiência na Dispensação de Medicamentos para Pacientes Ambulatoriais em 2004 e o Prêmio de Inovação da Gestão em Saúde - (PIGS), ciclo 2006-2007.